# NGC 128
NGC 128 је лентикуларна галаксија у сазвежђу Рибе која се налази на NGC листи објеката дубоког неба.
Деклинација објекта је + 2° 51' 54" а ректасцензија 0h 29m 14,9s. Привидна величина (магнитуда) објекта NGC 128 износи 11,8 а фотографска магнитуда 12,8. NGC 128 је још познат и под ознакама UGC 292, MCG 0-2-51, CGCG 383-29, PGC 1791.